# Bregana
Bregana – wieś w Chorwacji, w żupanii zagrzebskiej, w mieście Samobor. W 2011 roku liczyła 2440 mieszkańców.